# خاک‌سپاری جانوران در ایران باستان
خاک‌سپاری جانوران در ایران باستان رخدادی بوده‌است که مابین برخی از اقوام و در نواحی خاصی از ایران زمین از جمله ناحیهٔ شهر سوخته، در میان سکاها و فرهنگ‌های سکایی، و در ناحیهٔ حوالی اصفهان رخ می‌داده‌است.

## دفن میمون رزوس در شهر سوخته
شهر سوخته پیوندهای بازرگانی و فرهنگی با زیستگاه‌ها و فرهنگ‌های باستانی در دشت سند، سواحل جنوبی خلیج فارس و دریای عمان، جنوب غربی ایران و آسیای مرکزی داشته‌است. کشف یک ماکاک رزوس (Macaca mulatta) در گورستانی در این مکان، پرتو جدیدی را دربارهٔ بهره‌برداری از میمون‌ها در دوران باستان روشن کرد. در محوطه شهر سوخته گور یک میمون که همراه با هدایایی تدفین شده، شناسایی شده‌است. با توجه به آنکه هدایای تدفین در این گور پیدا شد، می‌توان گفت دنیای پس از مرگ را نیز برای این میمون نیز در نظر گرفته‌اند.
یک ماکاک رزوس جوان - حدوداً پنج ساله در هنگام مرگ - طبق همان شیوه‌های تشییع‌جنازه ای که برای نوزادان انسان استفاده می‌شد در قبرستانی در شهر سوخته دفن شده‌است. یک ظرف (مانند پیالهٔ آب) مخصوص مایعات که در آن زمان، به‌عنوان یکی از هدایای تدفین در کنار متوفا دفن می‌شد نیز در این گور هم یافت شد که نشان می‌دهد که محتمل درواقع می‌توان گفت این میمون، با تشریفات انسان‌ها خاک شده بوده‌است.
در آسیای مرکزی نیز گورستانی پیداشده، که همهٔ قبرها دارای میمون هستند.
استخوان‌ها، تاندون و عضلات میمون مذکور، نشان می‌دهد که محتمل ماکاک در قفس نگه‌داشته می‌شده‌است. هیچ‌گونه میمون رزوسی بومی ایران نیست و ماکاک‌های رزوس در بخش‌هایی از مناطق جنوبی و جنوب شرقی آسیای مرکزی زندگی می‌کرده‌اند. منشأ احتمالی این میمون رزوس را از دره سند که در آنجا نیز ماکاک موجود است، می‌توان فرض کرد.
اگرچه یافتن بقایای میمون‌ها نادر است، اما منابع مکتوب گواهی می‌دهند که نخستی‌های غیرانسانی در هزاره چهارم تا دوم قبل از میلاد به‌عنوان حیوانات مجلل و نمادهای قدرت، و اغلب به‌عنوان هدیه برای نخبگان، به خاور نزدیک وارد می‌شدند. این نوع میمون نیز در پوشش جانوری ایران وجود نداشته‌است، و این نوع میمون، از شرق هندوستان و چین به ایران آورده شده بوده‌است.
این کشف نشان‌دهنده یکی از اولین نمونه‌های نگهداری میمون‌ها به‌عنوان حیوان خانگی است.

## سگ باستانی قلعه کش
سگ در ایران باستان حضوری پررنگ داشته‌است. موارد زیادی از به خاک سپردن سگ‌ها در محوطه‌های باستانیِ منطقه شام و بین‌النهرین (شامل کشورهای سوریه، اردن، لبنان و فلسطین کنونی یا به‌عبارت‌دیگر، کشورهای شرق دریای مدیترانه) یافت شده‌اند. در منطقه قائم‌شهر نیز گور سگی یافت شده‌است که با مراسم خاصی تدفین شده‌است که این گور به حدود سه‌هزارساله پیش بازمی‌گردد. به نظر پژوهشگران به خاک سپاری سگ‌ها رسمی محلی بوده، بامطالعه و پژوهش این نوع تدفین حیوانی می‌توان به ابعاد بیشتری از آداب و عقاید مردمانِ هزاره‌های پیشین پی برد. تپه قلعهٔ کش اثری تاریخیِ شهرستان قائم‌شهر است که در خیابان طالقانی این شهر واقع‌شده‌است. تپّه قلعهٔ کش ابتدا توسط موسی درویش روحانی و حسن رضوانی در سال ۱۳۵۶ مورد شناسایی قرار گرفت.
یکی از مهم‌ترین یافته‌هایِ کاوش سال هزار و سیصد و هشتاد و یک در قلعهٔ کش، به خاک سپاری این سگ در عمق دویست و هفتاد سانتیمتری از سطح تپّه بود. این حیوان در جهتِ شمالی ـ جنوبی و بر پهلوی چپ قرار داشت. دست‌های این حیوان مقابل دهانش قرارگرفته و پاها به‌موازات بدن کشیده شده بود. به همراه تدفین مقداری خاکستر و قطعات سفالینِ خاکستری‌رنگ در اطراف قبر و محدودهٔ چاله گور به‌دست آمد. بر اساس مطالعات اولیه، این تدفین متعلّق به سگ اهلی، حدوداً چهارده ساله و احتمالاً نر است. این نوع خاک سپاری شبیه به مورد مشابه دیگری در مازندران است که از کاوش گوهرتپّة بهشهر به‌دست آمد، در گوهر تپّه نیز با قطعات استخوانی پراکنده سگ به همراه جسد یک انسان در یک گور مواجه شدند.
به نظر می‌رسد که سگ باستانی قلعهٔ کش قربانی شده باشد. در نقاط دیگری از سرزمین ایران نیز، از جمله در دو محوطة تپّه عشق (در بجنورد) و تپّه ریبا (در آشخانه) در استان خراسان شمالی مراسم تدفین سگ به‌دست آمده‌است. در محوطه‌های باستانی در شرق دریای مدیترانه هم مانند تل هرور، تل یاونه، تل موزان، خالده اِشدود، شوهام، تل قصیل، آپولونیا آرسوف، جازر، گانسورک و لاکیش نیز تدفین سگ یافت شده‌است. همچنین در حفاری‌های باستان‌شناسی اورشلیم دو گور سگ مربوط به دورة هخامنشی کشف شده‌است.
به سبب تعریض جاده، بخشی از تپّه باستانیِ قلعه کش قائم‌شهر، در معرض تخریب قرار گرفته‌است. ایجاد سایت تپّه قلعه کش، و در دید عموم مردم قرار دادن سگ یافت شده و اشیاء دیگری که در این محوطه بوده‌اند، ازجمله اقدامات مورد تقاضای برخی باستان‌شناسان است.

## رسم سگ‌دید
این مراسم که نشان دادن جنازه به سگ است، میراث گذشته روزگاران قدیم ایرانیان قبل از زرتشت است. از دیدگاه زرتشتیان زمانی که جان از بدن خارج می‌شود اگر سگی در کنار پای جسد بسته باشد چون نسوش (دیوی که بر اجساد آدمی دست می‌یابد و آن را پلید می‌سازد) بر وی هجوم برد و چنانچه سگ آن جسد را ببیند، نسوش رانده می‌شود. به احتمال زیاد رسم سگ‌دید که عبارت بود از آوردن سگی بر بالین محتضر یا مرده و نشان دادن جسد به سگ و مالیدن پوزه به آن جسد، از همین عقیده سرچشمه گرفته‌است.
اساس این عقیده بر این بود که سگ که دزد و گرگ و دشمنشان را در دوران زندگانی می‌راند، قادر به راندن دروج و نسوش پلیدی که از سوی باختر، جایگاه دیوان بر جسد مرده حمله می‌کند، هم هست. گاهی چند قطره هوم مخلوط به آب نیز، در دهان مرده ریخته می‌شد تا سبب آمرزش و جاودانگی او گردد. تا چندی پیش هم با نهادن قطعه نانی بر سینهٔ جسد و بردن سگ برای برداشتن آن رسم سگدید کردن به ذهن‌ها القا می‌شد.

## آیین خاکسپاری مردگان سکاها
سکاها آیین خاصی برای دفن مردگان داشته‌اند. خاک‌سپاری و در «خاک کردن اسب فرد سکایی» در کنار وی، ازجمله رسوم سکایی بوده‌است. در مراسم تدفین متوفی رسم بر این بود که معمولاً همراه شاه متوفی او را با اسبش، به خاک می‌سپردند. البته گورهای سکاها پس‌ازآنکه تشییع‌کنندگان محل را ترک می‌گفتند، غالباً مورد دستبرد دزدان قرار می‌گرفت و به خاطر زَرهای موجود در آنها به تاراج می‌رفت. به‌عنوان‌مثال در داستان سهراب شاهنامهٔ فردوسی، زمانی که رستم برای در خاک کردن فرزندش، دخمه‌ای مهیّا می‌کند، باآنکه تمایل دارد آن را با طلا و مشک بیاراید، با این استدلال که این تجملات پس از ترک محل، به تاراج می‌رود؛ از این کار خودداری می‌کند.

## بقایای اسب در گورستان‌های اصفهان
در پی عملیات مسیر خط لوله‌گذاری آب به سمت شرق اصفهان، دو گور خمره اشکانی کشف شد که شواهد بی‌سابقه از دوره‌های تاریخی را در اصفهان نشان دادند.
در این کاوش‌های تپه اشرف اصفهان، اسکلت یک زن اشکانی، اسکلت یک اسبی و اشیای باستانی دیگر، و همچنین اسکلت یک دختر نوجوان و بقایایی از ستون فقرات یک اسب دیگر یافت شد. بقایایی از گوشوارهٔ برنزی نیز در کنار اسکلت دختر نوجوان یافت شد. قد اسکلت در حدود ۱۴۶ سانتی‌متر است.
اسکلت یافت شده در اصفهان به‌صورت کاملاً طاق‌باز دفن شده و صورت آن به سمت آسمان و اندکی به سمت شرق است، اسکلت به‌دست آمده متعلق به دوره اشکانی است و در نتیجه می‌توان گفت به دوره مهرپرستی بازمی‌گردد چرا که دین و مذهب غالب در دوره اشکانیان، مهرپرستی بوده‌است، و تدفین نیز در خاک انجام شده‌است. که، در آیین این مردمان این‌گونه مرسوم بوده‌است که شخص در هر ساعتی از طول شبانه‌روز فوت می‌کرد یا او را دفن می‌کردند صورتش را بر اساس وضعیت خورشید در آسمان قرار می‌دادند و این نوجوان یا در حدود ظهر فوت کرده یا زمان دفن او هنگام ظهر بوده‌است.
نوع دفن این اسب نیز به‌گونه‌ای است که سر به سمت بدن حیوان برگردانده شده و این‌یک نوع تدفین رسمی را نشان می‌دهد که متعلق به سال‌های اولیه دورهٔ اشکانی است؛ در این نوع تدفین‌ها، جسد حیوان در کنار صاحب فوت‌شده اش، دفن می‌شد. پیش‌تر گورستان‌هایی در نواحی شمالی ایران شناسایی‌شده بود که نشان می‌داد اسب شخص متوفی را، در کنارش دفن می‌کردند و هم‌اکنون مشخص شده‌است که این نوع تدفین در حوالی اصفهان نیز رخ می‌داده‌است. کشف این نوع از تدفین، در تپه اشرف اصفهان، ازلحاظ تاریخ اصفهان بسیار بااهمیت است چراکه تاکنون چنین پدیده‌ای در مرکز ایران گزارش نشده بود.
در کنار اسکلت زن اشکانی یک سفال پیالهٔ پارچ مانند لبه شبدری که مخصوص نگهداری مایعات است پیدا شد، پایین پای این اسکلت سکویی قرار دارد که یک کوزه (پیاله) بزرگ وارونه و شکسته در کنار آن قرار دارد که به نظر می‌رسد این قبر در سال‌های دور بازشده و در معرض دستبرد و آسیب قرارگرفته است. سارویه که محل یافت شدن این اسکلت‌ها و اسب‌هایشان است، در حمله اعراب به ایران ویران گردید و اکنون تنها بقایایی اندک و جزئی از آنها به‌صورت تپه‌ای باقی‌مانده‌است که بنام «تپه اشرف» معروف است، آن‌گونه که ابو مشعر بلخی می‌گوید، اعراب به گمان یافتن گنج شروع به تخریب و ویرانی دژ می‌کنند؛ و پس از اسلام همچنین مسجدی بر روی بخشی از دژ سابق سارویه بنا می‌شود؛ و بعدها مدرسه‌ای نیز بر روی آثار پیشین احداث می‌شود. هیئت‌های باستان‌شناسی در کاوش‌ها از این منطقه به حوض‌خانه و بنای کاخ اشرف متعلق به قرن دوازدهم هجری قمری هم رسیده‌اند. مدتی هم در این ناحیه پیست موتورسواری بنا شده بوده‌است.
بر روی همین سکو بخشی از ستون فقرات یک اسب دیگر نیز به‌دست آمده‌است، که محتمل است این اسب دوم به قبر دیگری ارتباط داشته باشد که در نزدیکی قبر دختر اشکانی قبلی، باشد، اما ازآنجایی‌که مابقی محدودهٔ این آثار در زیر ساخت‌وسازها و خیابان‌ها قرار دارد، امکان ادامه کاوش به وقوع نپیوست.
با کشف اجساد این اسب‌ها در کنار صاحبانشان به نظر می‌رسد، این گورستان در ابتدا بسیار گسترده بوده‌است. اما این اسکلت‌ها به دلیل رطوبت زیاد به‌شدت آسیب‌دیده‌اند. تپه تاریخی اشرف در کرانه زاینده‌رود قرارگرفته است و تا سال‌های دهه ۱۳۳۰ خورشیدی، کشاورزان منطقه بر روی خاک محدودی که از آوار بناهای تپه برجای‌مانده بوده‌است به کشاورزی نیز می‌پرداخته‌اند، جسد این اسب‌ها در ضلع شرقی تپه اشرف، جایی که هم‌اکنون نیز فضای سبز شهرداری قرار دارد؛ این آثار در عمق سطحی کشف شدند. به لحاظ نظام طبقاتی می‌توان گفت دو اسکلت یافت شده ازجمله مردمان طبقه متوسط دوره اشکانیان بوده‌اند.
این نوع تدفین که اسب‌ها را در کنار صاحبش بافاصله دفن می‌کردند مربوط به اوایل دوره اشکانی است، در گورهای سکایی که نمونه‌هایی از آن به‌دست آمده‌است نیز، نشان می‌دهد که اسب را در کنار صاحبش دفن می‌کردند.
پارت‌های اصفهان جز قبایل سکایی بودند؛ و بنابراین همان‌طور که سکاها اسب را می‌کشتند و جسدش را در کنار صاحب فوت‌شده‌اش دفن می‌کردند، با کشفیات اخیر در تپه اشرف مشخص شد که در اصفهان و نواحی مرکزی ایران هم این نوع تدفین وجود داشته‌است.
حمزه اصفهانی در کتاب «سنی الملوک الارض و الانبیاء» دربارهٔ سارویه اطلاعاتی چنین می‌دهد:
در سال ۳۵۰ هجری قمری قسمتی از بنای اندرونی جی سارویه ویران شد و اتاقی در آن پدید گشت که در آن اتاق ۵۰ داد کتاب وجود داشت. این کتاب‌ها را روی پوست نوشته بودند و خط آن از خطوطی بود که تا آن تاریخ مردم چنین خطی ندیده بودند.
ابوریحان بیرونی در مورد این ناحیه می‌گوید:
به روزگار ما، اندرکهندژ جی، شهرستان سپاهان، چون پشته‌هایی شکافتند، خانه‌هایی یافتند پر از بس بار پوست درختی که ابر کمان و سپر همی پیچیدند و آن پوست توز نامند؛ و ابر آن پوست‌ها نوشته‌هایی نگاشته بودند که کس نه‌توانست گفتن چیستند، و از چه گویند.
به دستور خلیفهٔ عرب بسیاری از این آثار و نوشتارهای یافت شده در اصفهان، بر بار صدها شتر به بغداد منتقل می‌شود و بسیاری دیگر از کتاب‌ها و متون در همان‌جا نابود می‌گردد.